# 10-й гусарський полк (Австро-Угорщина)
10-ий гусарський полк — полк цісарсько-королівської кавалерії Австро-Угорщини.
Повна назва: K.u.k. Husaren-Regiment «Friedrich Wilhelm III. König von Preußen» Nr. 10 

Дата утворення — 1741 рік.

Почесний шеф — з 1888 року без шефа. До цього останнім займав почесне місце німецький імператор Фрідріх ІІІ.

## Склад полку
Набір рекрутів — Будапешт (з 1889 року).
Національний склад полку (липень 1914) — 97 % угорців та 3 % інших.
Мови полку (1914) — угорська.

## Інформація про дислокацію

### Перша світова
- 1914 рік — гарнізон Будапешта[4] .
.
- 1914 — входить до складу IV корпусу, 10 кавалерійська дивізія, 4 Бригада кавалерії

## Командири полку
- 1859: Леопольд фон Едельсхайм[5]
- 1865: Коломан Гуньядь де Кетей[6]
- 1879: Йозеф Ґабряний[7]
- 1908: Людвіг Кох[8]
- 1914: Коломан Марковіч[9]